# República Checa en los Juegos Paralímpicos de Pyeongchang 2018
La República Checa estuvo representada en los Juegos Paralímpicos de Pyeongchang 2018 por un total de 21 deportistas, 20 hombres y una mujer. El equipo paralímpico checo no obtuvo ninguna medalla en estos Juegos.